# Мікопаразити
Мікопаразити — гриби, що живуть на інших грибах. Велика екологічна група, що включає не менше 1500 видів. У неї входять представники всіх класів грибів, однак найбільш широко мікофіли представлені в таких групах, як деякі хітридіоміцети, родини піптоцефалових і дімаргарисових з порядку мукорових (клас зігоміцети), порядок гіпокрейні з класу аскоміцетов та інші. Велика кількість відноситься і до класу дейтероміцетів.

## Поширення та середовище існування
Як і гриби — паразити вищих рослин, мікопаразіти розрізняються за характером харчування. Одні з них можуть харчуватися тільки вмістом живих клітин господаря, і тому їх називають біотрофнимі мікопаразитами. Для мікопаразитів, що мешкають на фітопатогенних грибах, часто використовують назву суперпаразити або гіперпаразіти.
Інші є некротрофними мікопаразитами, що спочатку вбивають клітини господаря, утворюючи антибіотики або ферменти, а потім харчуються вмістом відмерлих клітин. Велику роль в житті багатьох некротрофних мікопаразитів відіграють утворені ними антибіотики. Такі гриби, як тріхотеціум рожевий (Trichothecium roseum), гліокладіум рожевий (Gliocladium roseum), вертіцілл гемілейі (Verticillium hemileiae), деякі види з роду Триходерма, утворюють антибіотики, які вбивають міцелій інших грибів, і використовують його в якості поживного субстрату.
Зазвичай біотрофні мікопаразити досить вузько спеціалізовані, а нектотрофи мають широке коло господарів. Однак з цього правила є винятки. Так, біотрофний мікопаразит стефанома буроспорова (Stephanoma phaeospora), виявлена на грибі з роду фузаріум, може паразитувати на грибах з класів аскоміцетів, базидіоміцетів і дейтероміцетів.
Біотрофні мікопаразити переважають серед мікофільних хітридіоміцетів і зигоміцетів (Zygomycetes). Але лише у небагатьох мікофільних дейтероміцетов виявлений біотрофний, добре збалансований характер паразитизму. Одні з них досить широко поширені в природі, як гонатобетріс простий (Gonatobotrys simplex), що паразитує на альтернарії, інші зустрічаються рідко. Наприклад, гонатоботріум бурий (Gonatobotryum fuscum) виявлений тільки в Англії і в штаті Західна Віргінія в США на видах роду цератоцістіс (Ceratocystis), а калкаріспоріум паразитичний (Calcarisporium parasiticum) — тільки в США на дотіорелле дубовій (Dothiorella quercina). Нечисленність відомих зараз біотрофних дейтероміцетов пояснюється перш за все тим, що їх досить важко виявити в природі і отримати в культурі, де вони ростуть тільки в присутності хазяїна або на середовищах спеціального складу.

## Практичне використання
Підвищений інтерес до мікопаразитів пояснюється декількома причинами. Представники цієї групи — природні вороги багатьох фітопатогенних грибів, наприклад іржі та мучнистої роси. Деякі мікопаразіти утворюють антибіотики, що пригнічують розвиток грибів, а також ферменти, що руйнують їх клітинні стінки (хітинази, глюканаза). Один з антибіотиків мікопаразитів — трихотецин — вже виробляє промисловість, і його застосовують в рослинництві і тваринництві для боротьби з хворобами, викликаними грибами. Ферменти мікопаразитів в майбутньому зможуть знайти застосування в промисловості для руйнування клітинних стінок грибів та підвищення засвоюваності грибів.